# Mickey Rooney
Mickey Rooney, pseudonimo di Joseph Yule Jr. (New York, 23 settembre 1920 – Los Angeles, 6 aprile 2014), è stato un attore e comico statunitense.
Insignito nel 1939 dell'Oscar giovanile (ex aequo con la coetanea Deanna Durbin), dopo essere stato candidato ad altri 4 Academy Awards, nel 1983 ricevette l'Oscar alla Carriera "in riconoscimento ai suoi sessant'anni di versatilità in una grande varietà di interpretazioni cinematografiche". 
Ha inoltre tre stelle sulla Hollywood Walk of Fame ed una quarta assieme alla moglie Jan Chamberlin.

## Biografia

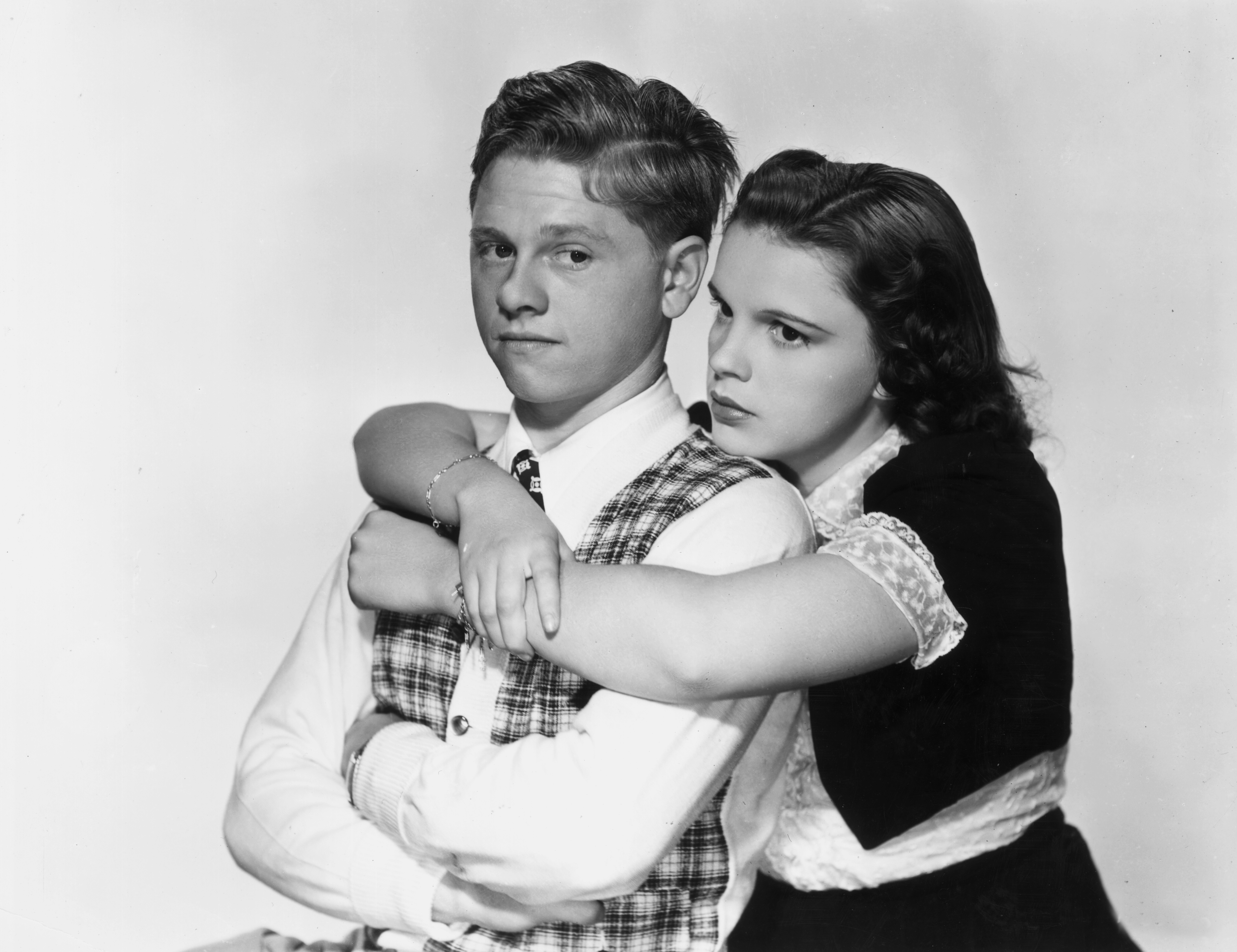
Mickey Rooney e Judy Garland in L'amore trova Andy Hardy (1938)

### Il successo da giovanissimo
Joseph Yule nacque nel 1920 a Brooklyn, New York, figlio di Joe Yule e Nell Ruth Carter. I suoi genitori divorziarono quando aveva 2 anni (suo padre morì d'infarto nel 1950). I nonni, Ninnian Yule (1866-1943) ed Elizabeth McKell (1866-1919), erano emigrati nel 1892 da Glasgow (Scozia).
Esordì precocissimo nel 1922, a due anni, in spettacoli di vaudeville insieme al padre. Il suo debutto sul grande schermo fu nel 1926 nel film Not to Be Trusted. Dal 1927 al 1934 fu protagonista di una lunga serie di cortometraggi in cui interpretò il personaggio di Mickey McGuire, basato su fumetti di Fontaine Fox. In questa serie il personaggio assume diversi ruoli, dal detective all'artista di circo, dallo studente al piccolo rubacuori, dal giovanissimo affarista al domatore. Il piccolo Joseph si identificò a tal punto con il proprio personaggio da prenderne il nome. Accanto a lui recitava un gruppo di attori bambini tra cui Jimmy Robinson, Billy Barty, Delia Bogart e altri.
"Mickey" diventò così uno degli attori bambini più popolari dell'epoca, e superò senza problemi la transizione dal muto al sonoro. Il piccolo attore (da allora Mickey Rooney) non ebbe solo ruoli comici; gli furono via via affidati ruoli di primo piano ne Il sogno di una notte di mezza estate (1935) di William Dieterle e Max Reinhardt, in Ah, Wilderness! (1935) di Clarence Brown, e in Lord Fauntleroy (1936) di John Cromwell. In riconoscimento al suo contributo al cinema come attore bambino Rooney ricevette nel 1939 un Oscar speciale.
Con il ruolo di Andy Hardy Rooney passò anche come attore dall'infanzia all'età adulta. Dal 1937 al 1958 interpretò 16 volte la parte di questo giovane ribelle, in una serie di popolari lungometraggi della MGM, avendo spesso al fianco l'attrice Judy Garland, alla quale fu legato da fraterna amicizia. Grazie al suo eclettico talento e al suo dinamismo di interprete, Rooney ottenne grande successo sul grande schermo anche in ruoli meno leggeri, come nei celebri drammi Capitani coraggiosi (1937) e La città dei ragazzi (1938), in entrambi i quali fu co-protagonista con Spencer Tracy, e in musical come Piccoli attori (1939), per il quale fu candidato per l'Oscar, Musica indiavolata (1940) e I ragazzi di Broadway (1941).
Durante la seconda guerra mondiale fu attivo alla radio, con spettacoli di intrattenimento per le truppe. Nel 1943 fece da padrino ad Elizabeth Taylor, in Gran Premio. Finita la guerra, proseguì con altri film di successo, tra i quali il musical Parole e musica (1948). Tra il penultimo (1946) e l'ultimo (1958) film della serie Andy Hardy, nella stagione 1954-1955 apparve come protagonista nella sitcom Mickey Rooney Show, trasmessa dalla CBS.
All'inizio degli anni sessanta, in un'epoca in cui Hollywood tendeva a non utilizzare attori orientali, interpretò lo scorbutico giapponese Yunioshi in Colazione da Tiffany (1961). Due anni più tardi ritrovò Spencer Tracy nella commedia Questo pazzo, pazzo, pazzo, pazzo mondo (1963). Da allora in poi intensificò l'attività teatrale a discapito del cinema. Uniche eccezioni, il dramma pugilistico Una faccia piena di pugni (1962) e l'avventuroso Black Stallion (1979). Sempre negli anni settanta svolse attività di doppiatore, dando la voce a Babbo Natale in tre distinti special natalizi televisivi.

### Rinascita artistica

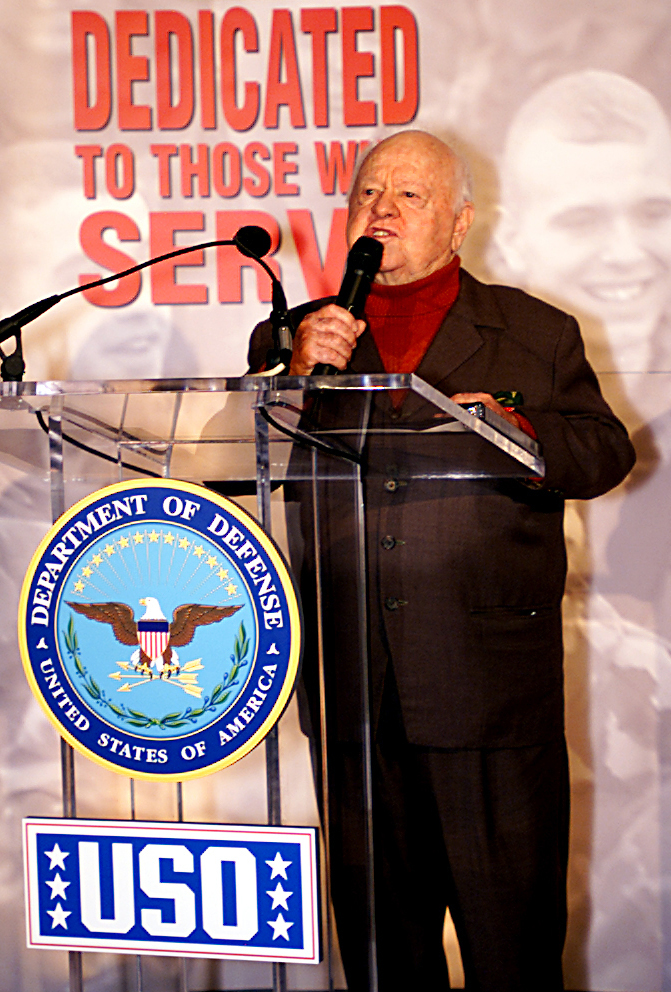
Mickey Rooney al Pentagono nel 2000

Negli anni ottanta Rooney comparve come guest-star in diverse serie televisive: One of the Boys (1982), Love Boat (1983), Cuori senza età (1988), La signora in giallo (1993) e in Le avventure di Black Stallion (1990-1993), tratto dall'omonimo film da lui interpretato una decina di anni prima. A cavallo degli ultimi anni del millennio fu attivissimo sia al cinema, che in televisione e in teatro: recitò con Ann Miller a Broadway ne Il meraviglioso mago di Oz; nel 1974 apparve in C'era una volta Hollywood, documentario sugli anni d'oro della Metro Goldwyn Mayer, mentre nel 1995 doppiò se stesso, in un'apparizione da guest star, nell'episodio L'Uomo Radioattivo del cartone animato I Simpson.
Dopo un intervento al cuore nel 2000, lavorò nel film disneyano Il fantasma del Megaplex. Nel 2003 recitò in Paradise e nel 2005 apparve in ben tre film, tra cui Strike the Tent. Nel 2006 interpretò uno dei tre perfidi guardiani notturni nel film Una notte al museo, mentre nel 2007 recitò in Bamboo Shark.

### Morte
Rooney morì nel sonno, per cause naturali, a casa del figliastro a Los Angeles, in California, il 6 aprile 2014, a 93 anni.
Rooney aveva recitato per 88 anni: con gli ultimi film superò il record di Lillian Gish.

## Vita privata
Rooney si sposò otto volte.
Nel 1942 sposò Ava Gardner, da cui divorziò l'anno dopo. Nel 1944 sposò l'attrice Betty Jane Phillips, da cui ebbe due figli: Mickey Jr. (1945-2022) e Tim (nato nel 1947 e morto nel 2006, a 59 anni, per una dermatomiosite). Rooney e la Phillips divorziarono nel 1949 e, nello stesso giorno, lui si risposò con l'attrice Martha Vickers, da cui ebbe un figlio, Teddy (1950-2016).

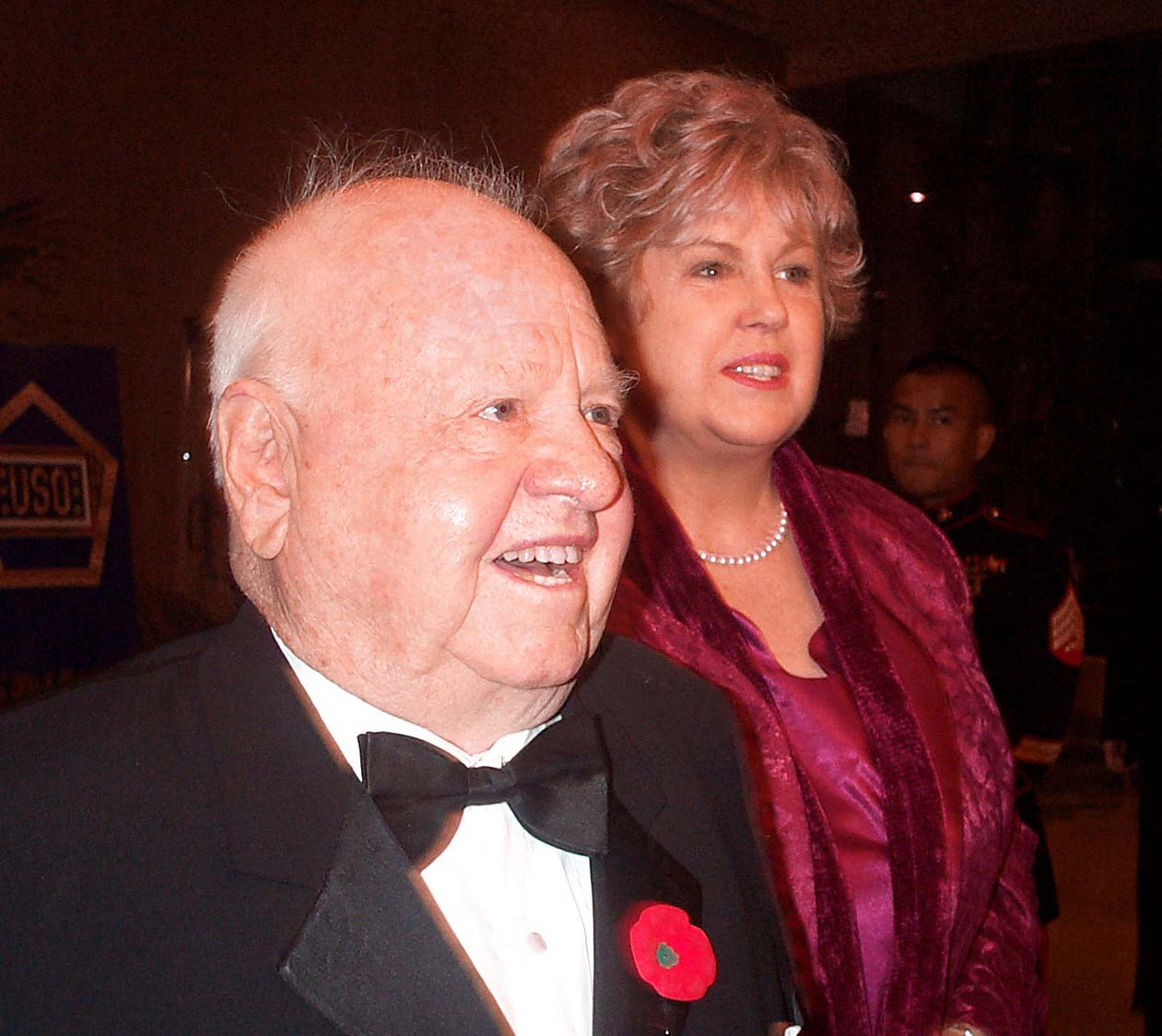
Mickey Rooney e l'ultima moglie Jan Chamberlin a Beverly Hills nel 2000

Nel 1952 divorziò dalla Vickers e circa due mesi dopo sposò l'attrice Elaine Mahnken, da cui divorziò nel 1958; sei mesi dopo sposò l'attrice Barbara Ann Thomason (in arte Carolyn Mitchell), da cui ebbe quattro figli: Kelly Ann (1959); Kerry (1960); Michael (1962) e Kimmy (1963); verso la fine del 1965, Rooney chiese il divorzio a causa della relazione extraconiugale della moglie con lo stuntman Milos Milosevics; pur di riconciliarsi, Barbara lasciò Milosevics, che però la notte del 31 gennaio del 1966, dopo una violenta lite, la uccise con un colpo di pistola alla mascella e si suicidò con un colpo alla tempia.
A settembre dello stesso anno, Rooney sposò la scrittrice Margaret Lane, amica di Barbara, e divorziarono l'anno dopo.
Nel 1969 sposò Carolyn Hockett con cui adottò Jimmy (nato nel 1966), il figlio che Carolyn aveva avuto da un precedente matrimonio. I due ebbero anche una figlia, Jonelle (1970), ma poco dopo il matrimonio entrò in crisi e i due divorziarono nel 1975.
Infine, nel 1978 Rooney sposò l'attrice Janice Darlene Chamberlin, con cui visse fino al 2009. Si separarono nel 2012 per episodi di violenza domestica da lui subìti, resi noti un anno dopo la morte dell'attore.

## Filmografia

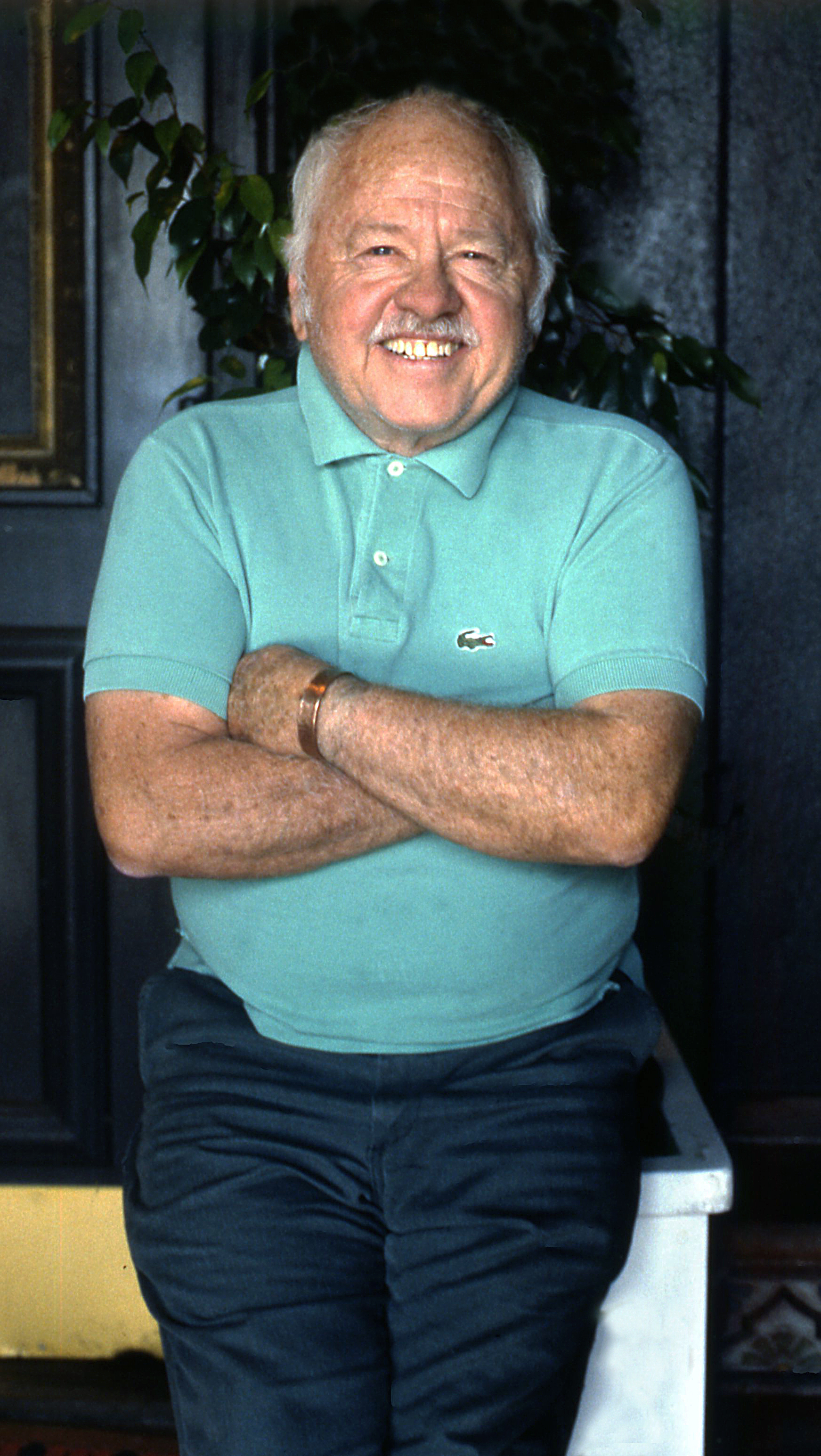
Mickey Rooney a Los Angeles nel 1986

### Cinema
- Orchids and Ermine, regia di Alfred Santell (1927)
- Il pericolo pubblico n. 1 (The Beast of the City), regia di Charles Brabin (1932) - non accreditato
- Sin's Pay Day, regia di George B. Seitz (1932)
- High Speed, regia di D. Ross Lederman (1932)
- Quella canaglia di Pick (Fast Companions), regia di Kurt Neumann (1932)
- Tom Mix alla riscossa (My Pal, the King), regia di Kurt Neumann (1932)
- Officer Thirteen, regia di George Melford (1932)
- La grande gabbia (The Big Cage), regia di Kurt Neumann (1933)
- La seconda aurora (The Life of Jimmy Dolan), regia di Archie Mayo (1933) - non accreditato
- The Big Chance, regia di Albert Herman (1933)
- Broadway to Hollywood, regia di Willard Mack e Jules White (1933)
- The Chief, regia di Charles Reisner (1933)
- Il mondo cambia (The World Changes), regia di Mervyn LeRoy (1933)
- Beloved, regia di Victor Schertzinger (1934)
- The Lost Jungle, regia di David Howard e Armand Schaefer (1934)
- I Like It That Way, regia di Harry Lachman (1934)
- Love Birds, regia di William A. Seiter (1934)
- Le due strade (Manhattan Melodrama), regia di W.S. Van Dyke II (1934)
- Half a Sinner, regia di Kurt Neumann (1934)
- Blind Date, regia di Roy William Neill (1934)
- Il rifugio (Hide-Out), regia di W. S. Van Dyke (1934)
- Incatenata (Chained), regia di Clarence Brown (1934)
- Death on the Diamond, regia di Edward Sedgwick (1934)
- The County Chairman, regia di John G. Blystone (1935)
- Tentazione bionda (Reckless), regia di Victor Fleming (1935)
- Missione sublime (The Healer), regia di Reginald Barker (1935)
- Il sogno di una notte di mezza estate (A Midsummer Night's Dream), regia di William Dieterle e Max Reinhardt (1935)
- Rendezvous, regia di William K. Howard e Sam Wood (1935) - non accreditato
- Ah, Wilderness!, regia di Clarence Brown (1935)
- Riffraff, regia di J. Walter Ruben (1936)
- Lord Fauntleroy (Little Lord Fauntleroy), regia di John Cromwell (1936)
- Simpatica canaglia (The Devil Is a Sissy), regia di W.S. Van Dyke II (1936)
- Down the Stretch, regia di William Clemens (1936)
- Un affare di famiglia (A Family Affair), regia di George B. Seitz (1937)
- Capitani coraggiosi (Captains Courageous), regia di Victor Fleming (1937)
- Il mercante di schiavi (Slave Ship), regia di Tay Garnett (1937)
- You're Only Young Once, regia di George B. Seitz (1937)
- I ragazzi del giudice Hardy (Judge Hardy's Children), regia di George B. Seitz (1938)
- L'amore trova Andy Hardy (Love Finds Andy Hardy), regia di George B. Seitz (1938)
- La città dei ragazzi (Boys Town), regia di Norman Taurog (1938)
- Cow boy dilettante (Out West with the Hardys), regia di George B. Seitz (1938)
- L'ascesa della famiglia Hardy (The Hardy Ride High), regia di George B. Seitz (1939)
- Andy Hardy e la febbre di primavera (Andy Hardy Gets Spring Fever), regia di W.S. Van Dyke II (1939)
- Piccoli attori (Babes in Arms), regia di Busby Berkeley (1939)
- Judge Hardy and Son, regia di George B. Seitz (1939)
- Le avventure di Huckleberry Finn (The Adventures of Huckleberry Finn), regia di Richard Thorpe (1939)
- Tom Edison giovane (Young Tom Edison), regia di Norman Taurog (1940)
- Andy Hardy incontra la debuttante (Andy Hardy Meets Debutante), regia di George B. Seitz (1940)
- Musica indiavolata (Strike Up the Band), regia di Busby Berkeley (1940)
- La segretaria privata di Andy Hardy (Andy Hardy's Private Secretary), regia di George B. Seitz (1941)
- Gli uomini della città dei ragazzi (Men of Boys Town), regia di Norman Taurog (1941)
- Life Begins for Andy Hardy, regia di George B. Seitz (1941)
- I ragazzi di Broadway (Babes on Broadway), regia di Busby Berkeley (1941)
- Il corteggiamento di Andy Hardy (The Courtship of Andy Hardy), regia di George B. Seitz (1942)
- Un americano a Eton (A Yank at Eton), regia di Norman Taurog (1942)
- La doppia vita di Andy Hardy (Andy Hardy's Double Life), regia di George B. Seitz (1942)
- La commedia umana (The Human Comedy), regia di Clarence Brown (1943)
- Girl Crazy, regia di Norman Taurog e Busby Berkeley (1943)
- Andy Hardy's Blonde Trouble, regia di George B. Seitz (1944)
- Gran Premio (Velvet Brown), regia di Clarence Brown (1944)
- Carambola d'amore (Love Laughs at Andy Hardy), regia di Willis Goldbeck (1946)
- Pugno di ferro (Killer McCoy), regia di Roy Rowland (1947)
- Summer Holiday, regia di Rouben Mamoulian (1948)
- Parole e musica (Words and Music), regia di Norman Taurog (1948)
- La pista di fuoco (The Big Wheel), regia di Edward Ludwig (1949)
- Sabbie mobili (Quicksand), regia di Irving Pichel (1950)
- Lo spaccone vagabondo (The Fireball), regia di Tay Garnett (1950)
- El Tigre (My Outlaw Brother), regia di Elliott Nugent (1951)
- La donna del gangster (The Strip), regia di László Kardos (1951)
- Polizia militare (Off Limits), regia di George Marshall (1953)
- Marinai a terra (All Ashore), regia di Richard Quine (1953)
- Il terrore corre sull'autostrada (Drive a Crooked Road), regia di Richard Quine (1954)
- Atomicofollia (The Atomic Kid), regia di Leslie H. Martinson (1954)
- I ponti di Toko-Ri (The Bridges at Toko-Ri), regia di Mark Robson (1954)
- La freccia sulla croce (The Twinkle in God's Eye), regia di George Blair (1955)
- La soglia dell'inferno (The Bold and the Brave), regia di Lewis R. Foster (1956)
- Congiura al castello (Francis in the Haunted House), regia di Charles Lamont (1956)
- Off Limits - Proibito ai militari (Operation Mad Ball), regia di Richard Quine (1957)
- Faccia d'angelo (Baby Face Nelson), regia di Don Siegel (1957)
- Come svaligiare una banca (A Nice Little Bank That Should Be Robbed), regia di Henry Levin (1958)
- Il ritorno di Mr. Hardy (Andy Hardy Comes Home), regia di Howard W. Kock (1958) - Sedicesimo e ultimo film della serie Andy Hardy
- Le otto celle della morte (The Last Mile), regia di Howard W. Koch (1959)
- Corruzione nella città (The Big Operator), regia di Charles F. Haas (1959)
- I perduti dell'isola degli squali (Platinum High School), regia di Charles F. Haas (1960)
- Il padrone di New York (King of the Roaring 20's: The Story of Arnold Rothstein), regia di Joseph M. Newman (1961)
- Colazione da Tiffany (Breakfast at Tiffany's), regia di Blake Edwards (1961)
- Una faccia piena di pugni (Requiem for a Heavyweight), regia di Ralph Nelson (1962)
- Questo pazzo, pazzo, pazzo, pazzo mondo (It's a Mad Mad Mad Mad World), regia di Stanley Kramer (1963)
- 5 per la gloria (The Secret Invasion), regia di Roger Corman (1964)
- 24 ore per uccidere (Twenty-Four Hours to Kill), regia di Peter Bezencenet (1965)
- Marines: sangue e gloria (Ambush Bay), regia di Ron Winston (1966)
- L'arcidiavolo, regia di Ettore Scola (1966)
- Skidoo, regia di Otto Preminger (1968)
- Il capitano di lungo... sorso (The Extraordinary Seaman), regia di John Frankenheimer (1969)
- Colpiscono senza pietà (Pulp), regia di Mike Hodges (1972)
- Il principio del domino: la vita in gioco (The Domino Principle), regia di Stanley Kramer (1977)
- Elliott, il drago invisibile (Pete's Dragon), regia di Don Chaffey (1977)
- La più bella avventura di Lassie (The Magic of Lassie), regia di Don Chaffey (1978)
- Black Stallion (The Black Stallion), regia di Carroll Ballard (1979)
- Silent Night, Deadly Night 5: The Toy Maker, regia di Martin Kitrosser (1991)
- My Heroes Have Always Been Cowboys, regia di Stuart Rosenberg (1991)
- La vida láctea, regia di Juan Estelrich Jr. (1993)
- Animals (Animals with the Tollkeeper), regia di Michael Di Jiacomo (1998)
- Babe va in città (Babe: Pig in the City), regia di George Miller (1998)
- Una notte al museo (Night at the Museum), regia di Shawn Levy (2006)
- Lilith (The Thirsting), regia di Mark Vadik (2007)
- I Muppet (The Muppets), regia di James Bobin (2011)
- Notte al museo - Il segreto del faraone (Night at the Museum: Secret of the Tomb), regia di Shawn Levy (2014) - postumo

### Televisione
- Saturday's Children, regia di David Alexander e Alex Segal – episodio della serie TV Celanese Theatre (1952)
- The Mickey Rooney Show – serie TV, 33 episodi (1954-1955)
- Schlitz Playhouse of Stars – serie TV, episodio 6x15 (1957)
- Playhouse 90 – serie TV, episodio 1x20 (1957)
- The Red Skelton Show – serie TV, 12 episodi (1957-1970)
- Alcoa Theatre – serie TV, episodio 2x09 (1958)
- Carovane verso il West (Wagon Train) – serie TV, episodi 3x02-4x01 (1959-1960)
- General Electric Theater – serie TV, episodio 9x13 (1960)
- Scacco matto (Checkmate) – serie TV, episodio 1x25 (1961)
- Hennesey – serie TV, episodio 2x29 (1961)
- La città in controluce (Naked City) – serie TV, episodio 3x11 (1961)
- The Investigators – serie TV, episodio 1x04 (1961)
- The Dick Powell Show – serie TV, 4 episodi (1961-1963)
- Pete and Gladys – serie TV, episodio 2x29 (1962)
- Ai confini della realtà (The Twilight Zone) – serie TV, episodio 5x05 (1963)
- The Crisis – serie TV, episodio 1x09 (1963)
- Sotto accusa (Arrest and Trial) – serie TV, episodio 1x15 (1964)
- La legge di Burke (Burke's Law) – serie TV, episodio 1x21 (1964)
- Gli uomini della prateria (Rawhide) – serie TV, episodio 6x24 (1964)
- Combat! – serie TV, episodio 3x05 (1964)
- Polvere di stelle (Bob Hope Presents the Chrysler Theatre) – serie TV, 2 episodi (1964-1965)
- Il fuggiasco (The Fugitive) – serie TV, episodio 3x18 (1966)
- Lucy Show (The Lucy Show) – serie TV, episodio 4x18 (1966)
- The Danny Thomas Hour – serie TV, episodio 1x01 (1967)
- Reporter alla ribalta (The Name of the Game) – serie TV, episodio 3x03 (1970)
- Mistero in galleria (Night Gallery) – serie TV, episodio 3x03 (1972)
- Donovan's Kid, regia di Bernard McEveety – film TV (1979)
- Bill, regia di Anthony Page – film TV (1981)
- Un ragazzo come noi (One of the Boys) – serie TV, 13 episodi (1982)
- Love Boat (The Love Boat) – serie TV, episodio 6x13 (1982)
- Un detective dal Paradiso (It Came Upon the Midnight Clear), regia di Peter H. Hunt – film TV (1984)
- Cuori senza età (The Golden Girls) – serie TV, episodio 3x21 (1988)
- Le avventure di Black Stallion (The Adventures of the Black Stallion) – serie TV, 78 episodi (1990-1993)
- Jack's Place – serie TV, episodio 1x03 (1992)
- La signora in giallo (Murder, She Wrote) – serie TV, episodio 10x06 (1993)
- Gli amici di papà (Full House) – serie TV, episodio 8x11 (1994)
- Kung Fu: la leggenda continua (Kung Fu: The Legend Continues) – serie TV, episodio 4x15 (1996)
- E.R. - Medici in prima linea (ER) – serie TV, episodio 4x15 (1998)
- The Norm Show – serie TV, episodio 2x19 (2000)
- Il fantasma del Megaplex (Phantom of the Megaplex), regia di Blair Treu – film TV (2000)
- Empire State Building Murders, regia di William Karel – film TV (2008)

### Cortometraggi
- Not to Be Trusted, regia di Tom Buckingham (1926)
- Mickey McGuire, serie cinematografica, registi vari (1927-1934) - 63 cortometraggi

### Doppiatore
- Oswald the Lucky Rabbit, serie cinematografica (1931) - 6 cortometraggi
- Ritorno a Oz (Journey Back to Oz) (1974)
- Elliott, il drago invisibile (Pete's Dragon) (1977)
- Red e Toby nemiciamici (The Fox and the Hound) (1981)
- I Simpson – serie TV, 1 episodio (1995)
- Lilli e il vagabondo II - Il cucciolo ribelle (2001)

### Produttore
- Atomicofollia (The Atomic Kid), regia di Leslie H. Martinson (1954)

## Riconoscimenti
- Premio Oscar
  - 1939 – Oscar giovanile (ex aequo con Deanna Durbin)
  - 1940 – Candidatura per il miglior attore protagonista per Piccoli attori
  - 1944 – Candidatura per il miglior attore protagonista per La commedia umana
  - 1957 – Candidatura per il miglior attore non protagonista per La soglia dell'inferno
  - 1980 – Candidatura per il miglior attore non protagonista per Black Stallion
  - 1983 – Oscar onorario in riconoscimento ai suoi sessant'anni di versatilità in una grande varietà di interpretazioni cinematografiche
- Golden Globe
  - 1964 – Migliore star televisiva maschile per Mickey
  - 1982 – Miglior attore in una mini-serie o film per la televisione per Bill
- Primetime Emmy Awards
  - 1958 – Candidatura per il miglior attore protagonista in un singolo episodio di una serie televisiva per Playhouse 90 (per l'episodio The Comedian)
  - 1959 – Candidatura per il miglior attore protagonista in un singolo episodio di una serie televisiva per Alcoa-Goodyear Theatre (per l'episodio Eddie)
  - 1962 – Candidatura per il miglior attore protagonista in un singolo episodio di una serie televisiva per The Dick Powell Show (per l'episodio Somebody's Waiting)
  - 1982 – Miglior attore protagonista in una miniserie o film per la televisione per Bill
  - 1984 – Candidatura per il miglior attore protagonista in una miniserie o film per la televisione per Bill: On His Own
- Laurel Awards
  - 1958 – Candidatura per il miglior attore in un film d'azione per Faccia d'angelo
  - 1963 – Candidatura per il miglior attore non protagonista per Una faccia piena di pugni
- Young Artist Award
  - 1991 – Premio alla carriera
- Gemini Awards
  - 1992 – Candidatura per il miglior attore protagonista in un ruolo drammatico per Le avventure di Black Stallion
- Giffoni Film Festival
  - 1996 – Premio François Truffaut
- Pocono Mountains Film Festival
  - 2004 – Premio alla carriera
- Telluride Film Festival
  - 2005 – Silver Medallion
- Bare Bones International Film & Music Festival
  - 2013 – Candidatura per il miglior attore per The Voices from Beyond

## Doppiatori italiani
Nelle versioni in italiano delle opere in cui ha recitato, Mickey Rooney è stato doppiato da:
- Gianfranco Bellini in Polizia militare, Marinai a terra, Atomicofollia, I ponti di Toko-Ri, Congiura al castello, Off Limits - Proibito ai militari, Come svaligiare una banca, Una faccia piena di pugni, Questo pazzo, pazzo, pazzo, pazzo mondo, 5 per la gloria, La vita intima di Adamo ed Eva
- Mauro Zambuto ne Il mercante di schiavi, La città dei ragazzi, Musica indiavolata, Gli uomini della città dei ragazzi, Un americano a Eton, Gran Premio, Carambola d'amore, Parole e musica, Lo spaccone vagabondo
- Elio Pandolfi ne L'arcidiavolo, Bill, Una notte al museo
- Dante Biagioni ne Lo sposo di Rachele, La più bella avventura di Lassie, La signora in giallo
- Gianni Bonagura ne La freccia sulla croce, Elliott, il drago invisibile
- Ferruccio Amendola ne Il capitano di lungo... sorso, Il principio del domino
- Sandro Tuminelli in Black Stallion, Le avventure di Black Stallion
- Gualtiero De Angelis ne La pista di fuoco, Faccia d'angelo
- Massimo Turci in Capitani coraggiosi (ridoppiaggio), Il ritorno di Mr. Hardy
- Rina Morelli in Sogno di una notte di mezza estate[8]
- Pino Locchi in El Tigre
- Sergio Tedesco in Colazione da Tiffany
- Manlio De Angelis in Colpiscono senza pietà
- Marcello Tusco in Animals
- Enzo Garinei ne Il fantasma del megaplex
- Gianni Gaude in Lilith
- Carlo Reali in Notte al museo - Il segreto del faraone
- Roberto Chevalier in Gran Premio (ridoppiaggio)
- Tony Sansone in L'amore sorride a Andy Hardy (doppiaggio tardivo)
- Mino Caprio in Parole e musica (ridoppiaggio)

Da doppiatore è sostituito da:
- Gil Baroni in Piccolo Nemo - Avventure nel mondo dei sogni, I Simpson
- Vittorio Guerrieri in Red e Toby nemiciamici
- Michele Kalamera ne Il viaggio fantastico
- Mario Milita in Lilli e il vagabondo II - Il cucciolo ribelle
- Davide Garbolino in Ritorno a Oz (doppiaggio tardivo)